# Campagne de Kōzuke-Musashi
Guerre de Genkō
La campagne de Kōzuke-Musashi est un assaut rapide et direct au cours de la guerre de Genkō mené par Nitta Yoshisada et qui aboutit au siège de Kamakura en 1333. Elle comprend un certain nombre de batailles sur une courte période. Le résultat final est la fin du shogunat de Kamakura.

## Contexte
Dans la première moitié du XIVe siècle, le shogunat Kamakura, qui ne s'est jamais complètement remis d'avoir repoussé avec succès les invasions mongoles, est déjà aux prises avec la résurgence de la maison impériale sous le règne de l'empereur Go-Daigo lors de la guerre de Genkō. Le prince Morinaga, fils de Go-Daigo, organise énergiquement un soulèvement contre le clan Hōjō et recrute un certain nombre de dirigeants clés qui soutiennent l'empereur, dont Kusunoki Masashige. Au début de 1333, Morninaga et Kusunoki, ce dernier étant retranché à Chihaya, sont la cible d'une grande armée envoyée de Kamakura pour réduire l'insurrection. Cela laisse Kamakura relativement sans défense.
Nitta Yoshisada, qui soutient d'abord les régents Hōjō de Kamakura, est convaincu d'appuyer la cause impériale. De sa base de la province de Kōzuke, lui et un groupe d'autres nobles, dont son frère Yoshisuke, profitent de ce que Kamakura est faiblement défendu et entrent en force dans la province de Musashi. Cheminant le long de l'importante grande route Kamakura Kaidō, l'armée de Nitta reçoit de nouvelles recrues de puissants clans locaux et engage de façon répétée les forces  Hōjō jusqu'à atteindre les abords de Kamakura, commençant ainsi le siège de Kamakura.

## La campagne
Les forces de Nitta entrent dans la province de Musashi en provenance de la province de Kōzuke et rejoignent le Kamakura kaidō à Sugaya. Les principales batailles sont :
- Bataille de Kotesashi (11 mai 1333)
- Bataille de la Kume-gawa (12 mai 1333)
- Bataille de Bubaigawara (et Sekido) (15–16 mai 1333)

## Source de la traduction
- (en) Cet article est partiellement ou en totalité issu de l’article de Wikipédia en anglais intitulé « Kōzuke-Musashi Campaign » (voir la liste des auteurs).